# Carantilly
Carantilly is een gemeente in het Franse departement Manche (regio Normandië) en telt 530 inwoners (1999). De plaats maakt deel uit van het arrondissement Saint-Lô. In de gemeente ligt spoorwegstation Carantilly-Marigny.

## Geografie
De oppervlakte van Carantilly bedraagt 10,7 km², de bevolkingsdichtheid is 49,5 inwoners per km².
De onderstaande kaart toont de ligging van Carantilly met de belangrijkste infrastructuur en aangrenzende gemeenten.

## Demografie
Onderstaande figuur toont het verloop van het inwonertal (bron: INSEE-tellingen).

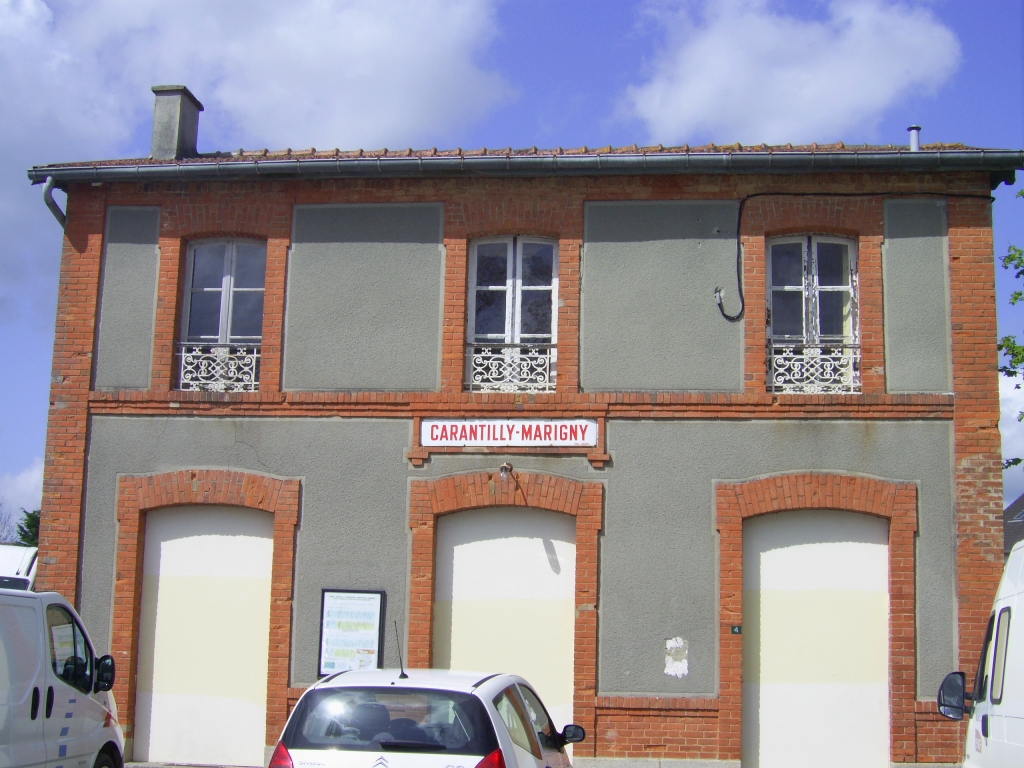
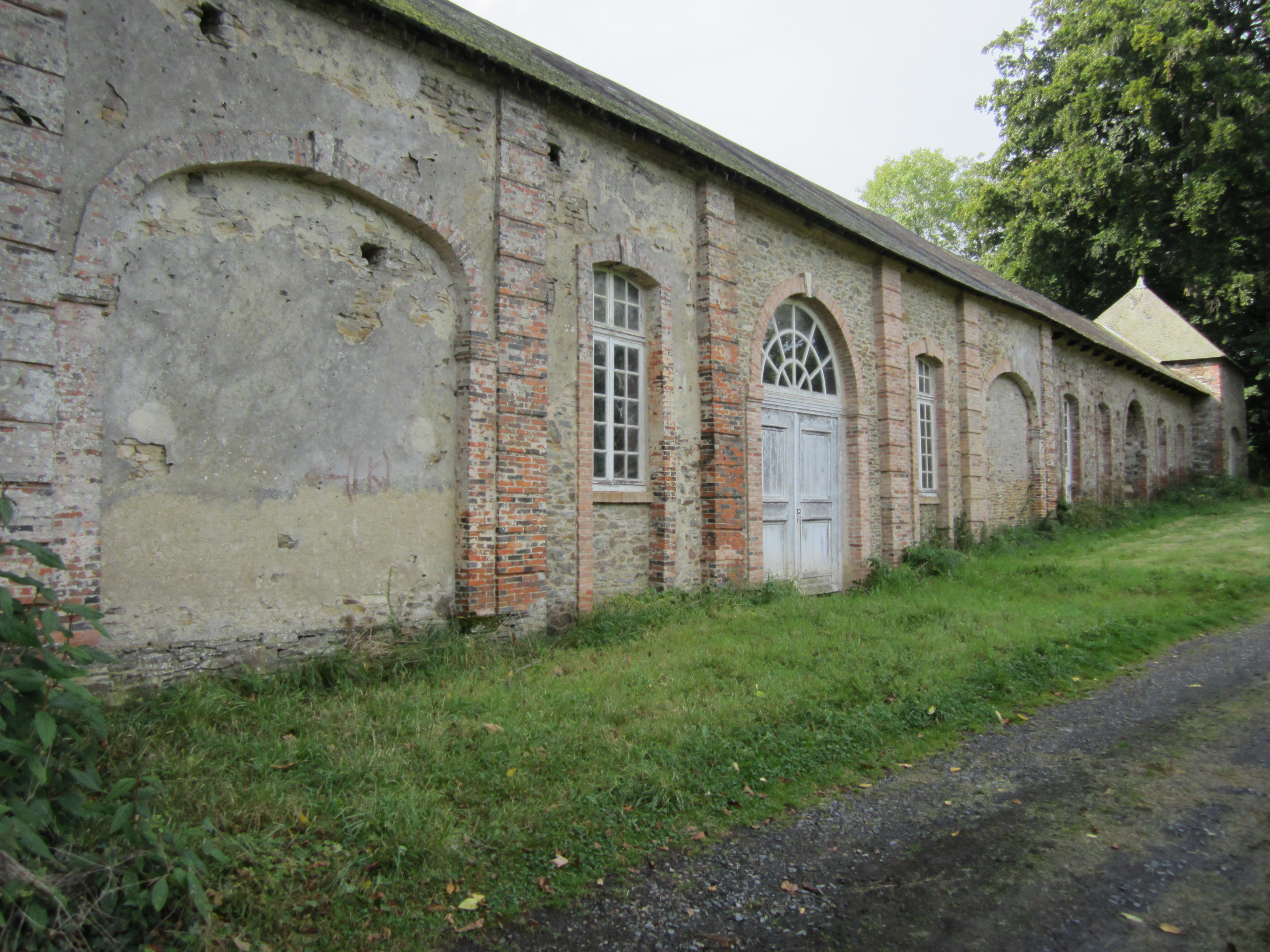
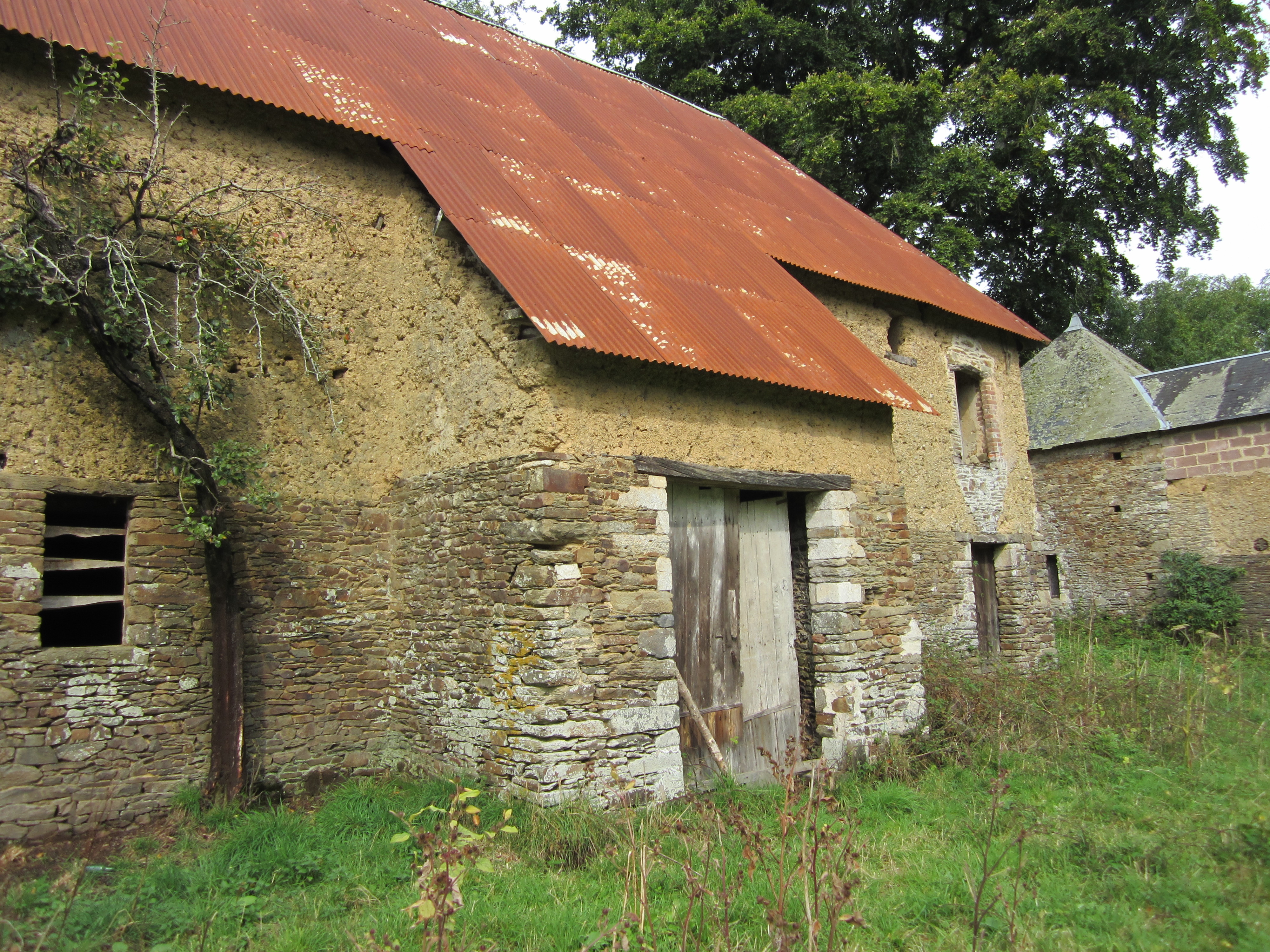
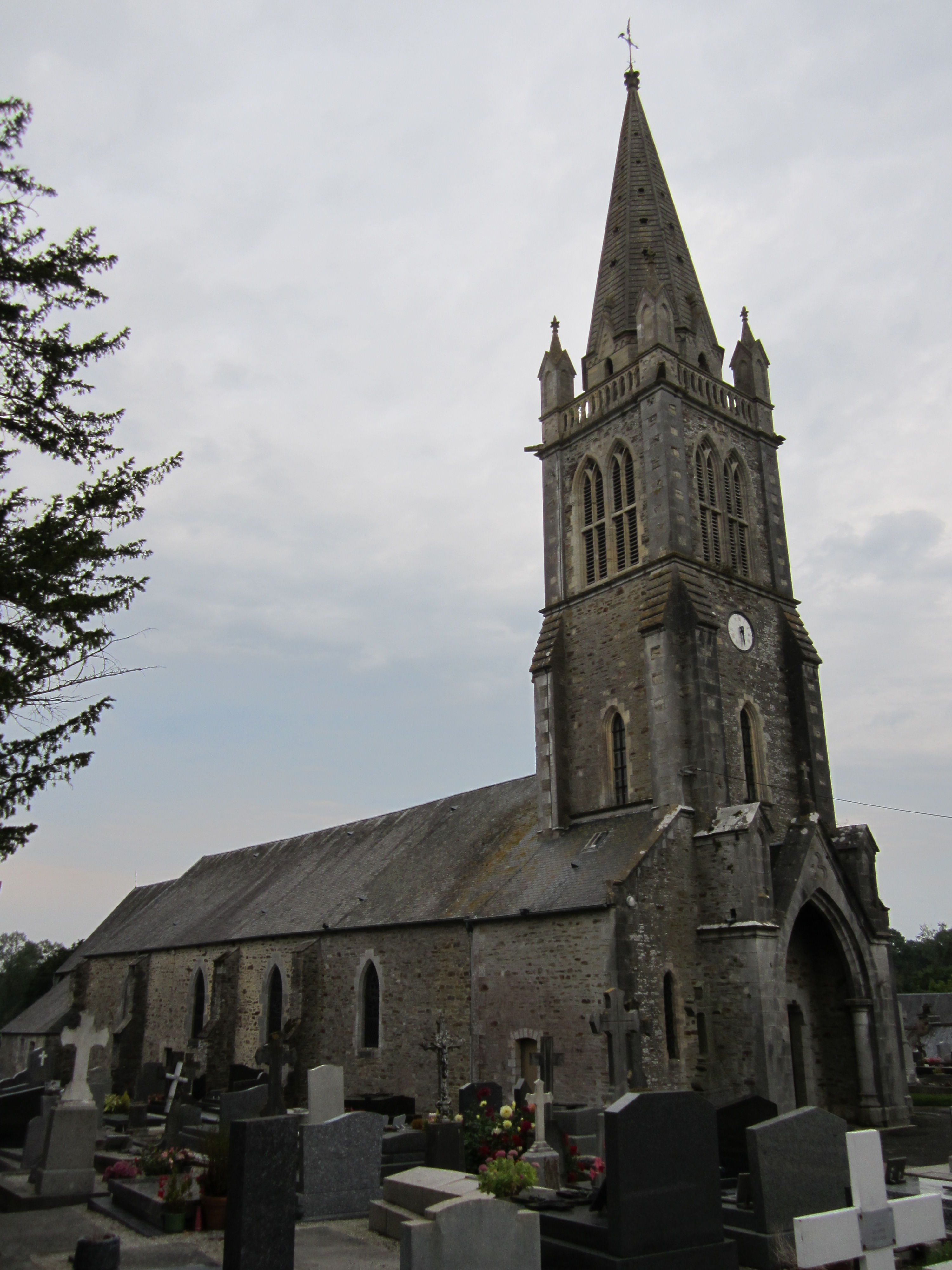
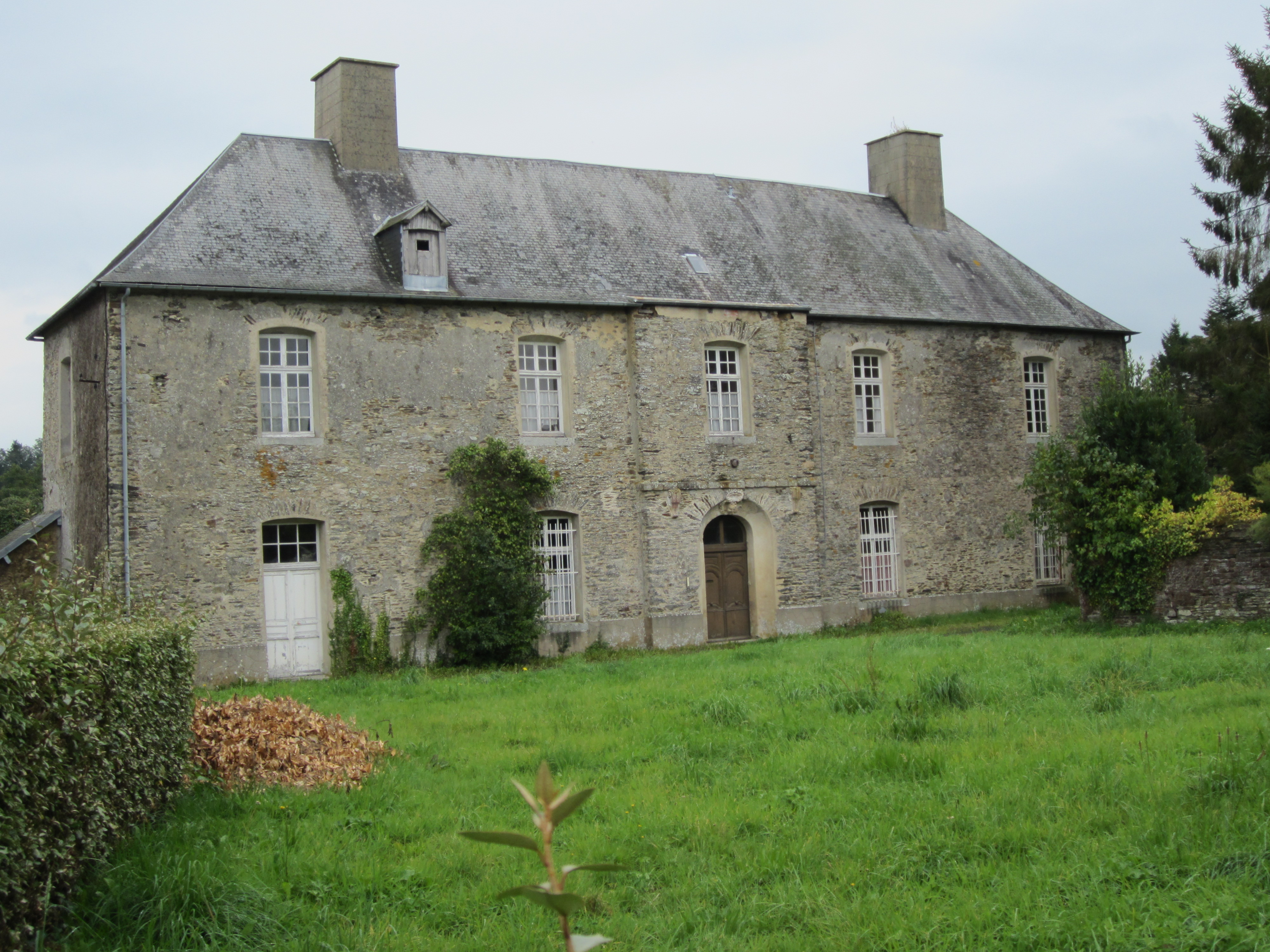
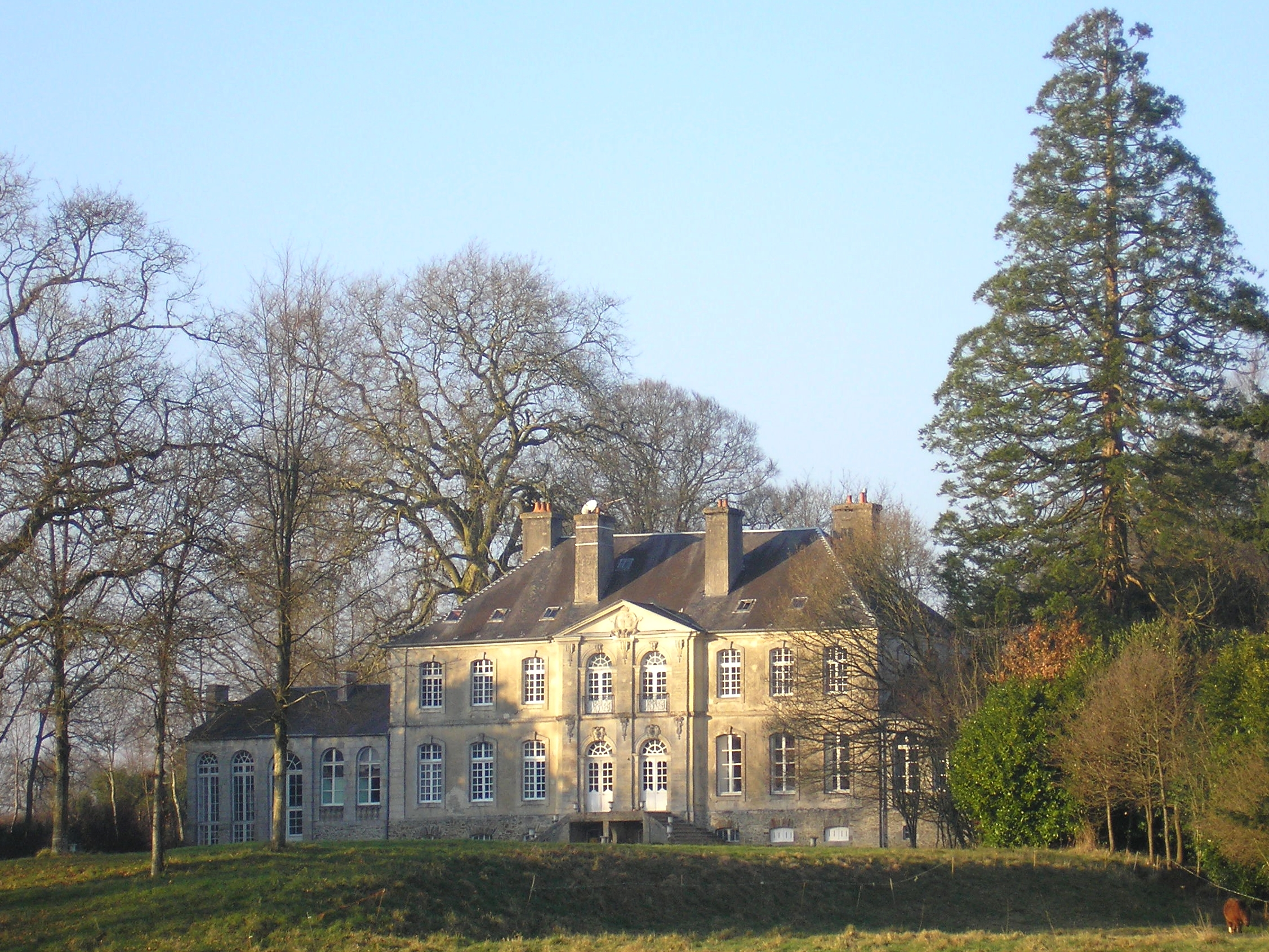

1. ↑  Populations de référence 2022.